# 林地旁霍尔茨海姆
林地旁霍尔茨海姆是德国巴伐利亚州的一个市镇。总面积15.64平方公里，总人口992人，其中男性499人，女性493人（2011年12月31日），人口密度63人/平方公里。